# Bermudská hokejbalová reprezentace
Bermudská hokejbalová reprezentace je národním výběrem bermudských hráčů hokejbalu. Mistrovství světa v tomto sportu se poprvé účastnila v roce 2001 v Kanadě. Na turnaji tehdy obsadila páté místo, což je její dosavadní nejlepší umístění. Tým je řízen Bermuda Ball Hockey Association (BBHA), který je členem ISBHF.

## Účast na mistrovství světa
| MS      | Místo konání           | Umístění  |
| ------- | ---------------------- | --------- |
| MS 2001 | Kanada (Toronto)       | 5. místo  |
| MS 2003 | Švýcarsko (Sierre)     | 9. místo  |
| MS 2005 | USA (Pittsburgh)       | 13. místo |
| MS 2007 | Německo (Ratingen)     | 13. místo |
| MS 2009 | Česko (Plzeň)          | 8. místo  |
| MS 2011 | Slovensko (Bratislava) | 13. místo |
| MS 2013 | Kanada (St. John's)    | 11. místo |
| MS 2015 | Švýcarsko (Zug)        | 11. místo |
| MS 2017 | Česko (Pardubice)      | 18. místo |